# گری آلیور
گری آلیور (انگلیسی: Gary Oliver) بازیگر تئاتر، سینما و تلویزیون اهل بریتانیا است.
از فیلم‌ها یا برنامه‌های تلویزیونی که وی در آن نقش داشته‌است می‌توان به برش، محصول تلخ، مرلین، پدر براون و فرزندان اشاره کرد.